# Tim Guénard
Philippe Guénard (1958), beter bekend als Tim Guénard, is een Frans schrijver en opvoeder. In zijn boeken vertelt hij over zijn ervaring als mishandeld kind en hoe hij er nu mee omgaat. Hij woont in het Zuiden van Frankrijk (dicht bij Lourdes) samen met zijn vrouw en kinderen. Daar ontvangt hij jongeren die het moeilijk hebben.

## Biografie
Toen hij drie was liet Tim zijn moeder hem achter. Zijn vader, die de afwezigheid van zijn vrouw niet kon verdragen, begon te drinken en zijn zoon te mishandelen.
Op vijfjarige leeftijd werd hij in het ziekenhuis opgenomen. Zijn vader werd uit zijn ouderlijke rechten ontgeven. Tim verbleef drie jaar in het ziekenhuis, zonder enig bezoek te krijgen. Toen leefde hij alleen maar met de hoop dat hij ooit terug zou gaan en dat hij zijn vader zou kunnen doden.
Na zijn verblijf in het ziekenhuis werd hij naar de bijzondere jeugdzorg gestuurd. Een tijdje later werd hij geadopteerd door een landbouwersgezin.
Toen hij elf was werd hij onterecht veroordeeld voor brandstichting in een loods. Hij werd naar een heropvoedingsinstelling gestuurd waar medepatiënten en opvoeders hem slecht behandelden. Tim sloot zich af van de wereld en werd agressief tegenover anderen. Daardoor werd hij gemuteerd in de afdeling van de "moeilijke gevallen". Een jaar later liep hij weg uit de instelling en leefde in een fietsgarage, samen met daklozen. Daar ontdekte hij de solidariteit tussen de arme mensen. Een tijdje later gebruikte een pooier hem als prostitué.
Op vijftienjarige leeftijd pakte de politie Tim op en stuurde hem opnieuw naar de heropvoedingsinstelling. Op een dag moest hij naar de rechter om zijn vlucht uit te leggen. De rechter beslist om hem een kans te geven en hij stuurde hem met een leercontract door naar een steenkapper. Na een paar jaren kreeg hij zijn diploma en bleef werken bij zijn baas. Dankzij hem leerde hij ook de bokssport kennen waarmee hij zijn agressiviteit leert te kanaliseren.
Toevallig ontdekte hij ook de Arkgemeenschap die voor mensen met een beperking zorgt. De pastoor Thomas Philippe helpt Tim om het geloof van de katholicisme te volgen en beïnvloedt hem om God een plaats in zijn leven te geven. Vandaag verklaart Tim Guénard zijn vader te hebben vergeven.
Op de boerderij waar hij woont ontvangt hij jongeren die in de problemen zitten en hij bezoekt scholen om zijn ervaring met de jongeren te delen en te sensibiliseren.

## Werken
| Titel                        | Collectie            | Uitgever                  | Jaar van uitgave |
| ---------------------------- | -------------------- | ------------------------- | ---------------- |
| Plus fort que la haine       | Littérature Générale | J'ai lu                   | 2000             |
| Le pardon qui désenchaîne    | Paroles de vie       | éditions du Livre Ouvert  | 2002             |
| Tagueurs d'espérance         | Spiritualité         | Presses de la Renaissance | 2002             |
| Quand le murmure devient cri | Récits               | éditions de la Loupe      | 2006             |
| Prières glanées              | Spiritualité         | Presses de la Renaissance | 2006             |
| Le combat de l'amour         | Paroles libres       | éditions du Livre Ouvert  | 2010             |

- Tim Guénard, histoire d'un enfant perdu, Michel Mangin, film documentaire dvd 52 minuten Serimage films, 1999